# 原田隆司
原田 隆司（はらだ たかし、1967年7月27日 - ）は、日本の元ラグビーレフリー（審判員）。現在ジャパンラグビーリーグワン三重Honda HEATのアドバイザーを務めている。

## プロフィール
- 大阪府堺市出身[2]。
- 現役時代のポジションはスタンドオフ(SO)、フルバック(FB)。

## 略歴
北野高校、大阪教育大学を経て、小学校の教員を続けながら1991年からレフリーを始める。
なおトップリーグでは2003-2004シーズン第1節のワールドファイティングブル対ヤマハ発動機にてアシスタントレフリーでトップリーグでのレフリー初担当。
2008年 試合中にプレイヤーにタックルされ、右膝前十字靭帯を断裂。３年間に渡るリハビリを経て、2012年に復帰。
2012年 試合中に、再度、左膝前十字靭帯を断裂。その後３年間に渡るリハビリの間、大阪・関西の若手レフリーの育成に貢献。（2度の怪我の間（実質８年以上）、日本ラグビー協会公認ながら公式戦担当はアシスタントレフリー（線審）が中心となる）
2016年　レフリーを引退。
2017年　ラグビーアジア協会レフリーマネージャーに就任
2019年　ワールドラグビーローレビューグループメンバーに選ばれた。